# LABoral Centro de Arte y Creación Industrial
LABoral Centro de Arte y Creación Industrial és un centre de confluència de l'art, la cultura, l'educació i la creació del segle XXI amb seu a Gijón, Astúries, Espanya. Fou inaugurat el 30 de març de 2007 ocupant l'antiga seu de la Universitat Laboral de Gijón, edifici construït a la meitat del segle XX i remodelat i reconvertit el 2007. Fou ideat per Luís Moya Blanco. Les visites guiades informen de l'arquitectura, la història i els costums moderns. Hi ha un teatre amb variada programació i algunes exposicions, reunions o congressos. L'edifici i la torre mirador poden ser visitades cada dia a l'estiu (fins a l'11 de setembre) i dels dimecres als diumenges la resta de l'any. El jardí botànic Atlàntic tanquen els dilluns a l'estiu i dilluns i dimarts la resta de l'any. Els preus són relativament alts especialment si només serveixen per la visita a una zona. S'hi accedeix fàcilment venint de l'Autovia del Cantàbric i és a tocar del nou estadi de futbol del Sporting de Gijón.